# مركز ويست كاونتي للطاقة
مركز ويست كاونتي للطاقة هو محطة لتوليد الطاقة من الغاز الطبيعي في مقاطعة بالم بيتش بولاية فلوريدا.

## نبذة
تبلغ مساحة مركز ويست كاونتي للطاقة 220 فدان، ويتميز المركز بثلاثة مولدات منفصلة بقوة 1250 ميجاوات.